# Villoria
Villoria è un comune spagnolo di 1 402 abitanti situato nella comunità autonoma di Castiglia e León.